# Phaeosphaeria eustoma
Phaeosphaeria eustoma är en svampart som först beskrevs av Karl Wilhelm Gottlieb Leopold Fuckel, och fick sitt nu gällande namn av L. Holm 1957. Phaeosphaeria eustoma ingår i släktet Phaeosphaeria och familjen Phaeosphaeriaceae.  Arten är reproducerande i Sverige. Inga underarter finns listade i Catalogue of Life.
I den svenska databasen Dyntaxa används istället namnet Phaeosphaeria typhae för samma taxon.  Arten är reproducerande i Sverige.